# Ludomir Różycki
Ludomir Różycki   (Varsòvia, 18 de setembre de 1883 - Katowice, 1 de gener de 1953) va ser un compositor i director polonès. Va ser, amb Mieczysław Karłowicz, Karol Szymanowski i Grzegorz Fitelberg, membre del grup de compositors conegut com a Polònia Jove, amb la intenció de dinamitzar la cultura musical de la seva generació a Polònia.
Era fill d'un professor al Conservatori de Varsòvia, on va estudiar piano i composició. Va completar els seus estudis amb distinció, i després els va continuar a Berlín a l'Acadèmia de Música amb Engelbert Humperdinck. Va començar la seva carrera musical com a director d'òpera i professor de piano a Lwów el 1907. Allà va començar a compondre. Posteriorment, es va traslladar a Varsòvia on va compondre moltes més obres en diversos gèneres, però va haver de fugir durant la Insurrecció de Varsòvia. Després de la guerra, va viure i va ensenyar a Katowice.
El seu ballet Pan Twardowski va ser el primer ballet polonès que es va interpretar a gran escala a l'estranger, i es va veure a Copenhaguen, Praga, Brno, Zagreb, Belgrad i Viena, i es va realitzar més de 800 vegades a Varsòvia. Les seves vuit òperes van incloure Casanova i Eros i Psyche, aquest última estrenada a Wrocław el 1917.
Un nombre significatiu de les seves peces de piano solista han estat gravades en CD per Valentina Seferinova, i es van publicar en el segell Acte Préalable de Polònia (referència del catàleg AP 0263) com a primers enregistraments mundials.
Hyperion Records ha publicat enregistraments dels seus dos concerts per a piano, el seu quintet de piano i el seu quartet de corda.
El 1944 Różycki va començar a escriure un concert per a violí, però va haver de deixar el manuscrit enterrat al seu jardí quan va fugir de Varsòvia. Descoberta anys més tard pels treballadors de la construcció, la partitura va acabar als arxius de la Biblioteca Nacional de Polònia. Més tard, el violinista Janusz Wawrowski va restaurar l'obra, va fer l'estrena el 2018 i va publicar un enregistrament el 2021.